# Estación Caracas Libertador Simón Bolívar
La Estación Caracas "Libertador Simón Bolívar" es una estación ferroviaria del tramo Caracas-Cúa, la cual forma parte del Sistema Ferroviario Nacional de Venezuela. En particular, esta estación sirve a la ciudad de Caracas, Venezuela.

## Historia

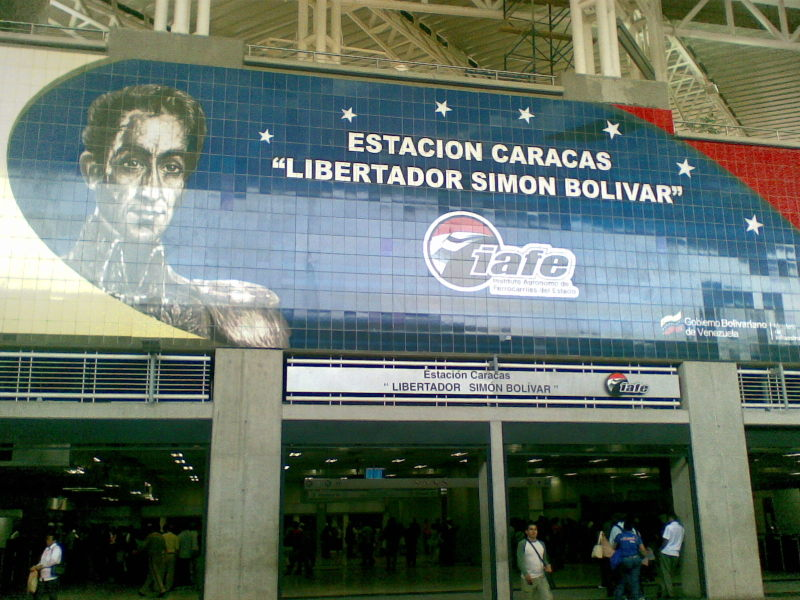
Vista interna de la estación

La Estación fue construida como parte del proyecto del Sistema Ferroviario Central "Ezequiel Zamora" e inaugurada oficialmente el 15 de octubre de 2006, junto con la primera etapa de la segunda fase del tramo del Metro de Caracas "El Valle- La Rinconada", de tal manera que, desde su inauguración, ha funcionado conectada al servicio de metro, que sirve a la capital del país. Fue bautizada con ese nombre en honor al Libertador y héroe nacional de Venezuela, Simón Bolívar, quien nació en esa misma ciudad en el año 1783.
Esta estación usa la Solución Barcelona, es decir, se ponen dos andenes a los lados y uno o varios en el centro de la estación.

## Localización
Está ubicada al sur de la ciudad de Caracas,  específicamente en el sector La Rinconada, muy cerca del Hipódromo La Rinconada y del Poliedro de Caracas, en la parroquia Coche del Municipio Libertador de Caracas, al centro norte de  Venezuela.

## Características
Es una estación ferroviaria del tipo subterráneo e inter-modal, ya que está conectada a través de un sistema de transferencia con la estación de la Línea 3 del Metro de Caracas "La Rinconada". Posee sistema de aire acondicionado, facilidades para discapacitados, escaleras eléctricas, ascensores y venta de boletos electrónica. Esta estación permite que la ciudad de Caracas este comunicada, por medio de trenes eléctricos, con las localidades de Charallave y Cúa, ambas en el Estado Miranda.